# Sinoxylon marseuli
Sinoxylon marseuli är en skalbaggsart som beskrevs av Pierre Lesne 1895. Sinoxylon marseuli ingår i släktet Sinoxylon och familjen kapuschongbaggar. Inga underarter finns listade i Catalogue of Life.

## Bildgalleri

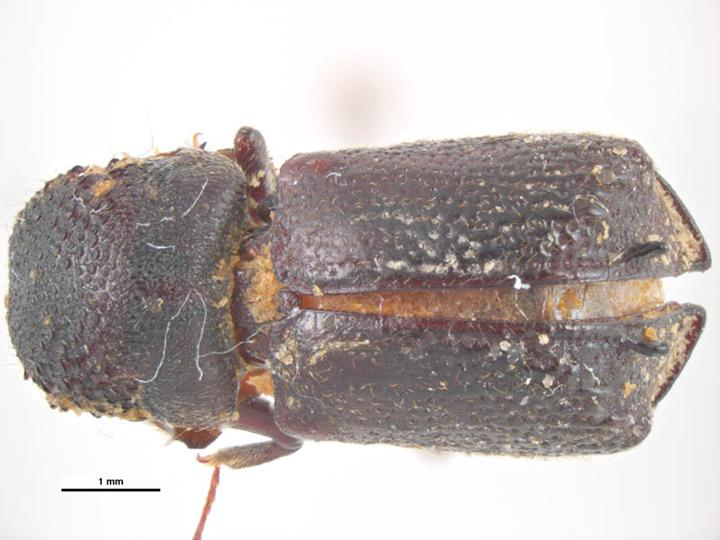